# 船橋市立習志野台中学校
船橋市立習志野台中学校（ふなばししりつ ならしのだいちゅうがっこう）は、千葉県船橋市習志野台六丁目にある公立中学校。

## 沿革
- 1967年（昭和42年） - 船橋市立習志野台中学校として開校
- 1978年（昭和53年） - 女子バスケットボール部が全国中学校バスケットボール大会にて優勝

## 卒業生
- 山本梓（グラビアアイドル、タレント）
- 富士乃真司（元力士）
- 磯部さちよ（タレント）
- 梶原健（千葉ジェッツ創設者）
- 和田保彦（バスケットボール選手）
- 木村千比呂（和太鼓奏者）
- 木村玉治郎（元大相撲三役格行司）
- 宮川伸（立憲民主党衆議院議員（1期））
- 小出義人（パチプロ）